# Acid α-linolenic
Acid α-Linolenic (ALA) là một acid béo n-3. Đây là một trong hai acid béo thiết yếu (còn lại là acid linoleic), sở dĩ được gọi như vậy vì đây là hai acid cần thiết cho sức khỏe và không thể tổng hợp được trong cơ thể con người, mà có được thông qua ăn uống. ALA là một acid béo omega-3 được tìm thấy trong các loại hạt (chia, hạt lanh, cây gai dầu, xem thêm ở bảng bên dưới), quả hạch (đặc biệt là quả óc chó), và các loại dầu thực vật phổ biến. Về mặt cấu trúc, tên của acid này là all-cis-9,12,15-octadecatrienoic acid. Trong các tài liệu sinh lý, nó được liệt kê theo số lipid của nó, 18: 3, và (n − 3); Đồng phân GLA của nó là 18: 3 (n − 6).
acid α-Linolenic là một acid cacboxylic với mạch gồm 18 nguyên tử cacbon và ba liên kết đôi cis. Liên kết đôi đầu tiên nằm ở cacbon thứ ba tính từ nhóm metyl cuối cùng của mạch acid, được gọi là đầu n end. Do vậy, acid α-linolenic là một acid béo n−3 (omega-3) không bão hòa đa (chưa no). Nó là một đồng phân của acid gamma-linolenic (GLA), một acid béo n−6 (omega-6) chưa bão hòa đa.

## Lịch sử
Acid α-Linoleniclần đầu được tách ra bởi Rollett như được trích dẫn trong tổng hợp J. W. McCutcheon vào năm 1942, và được nhắc đến trong cuộc khảo sát năm 1930 của Green và Hilditch. Nó được tổng hợp nhân tạo lần đầu tiên vào năm 1995 từ các tác nhân tương đồng của C6. Phản ứng Wittig của muối phosphonium của [( Z-Z ) - nona-3,6-dien-1-yl] triphenylphosphonium bromide với metyl 9-oxononanoat, tiếp theo là xà phòng hóa, hoàn thành tổng hợp.

## Vai trò tiềm năng trong dinh dưỡng và sức khỏe

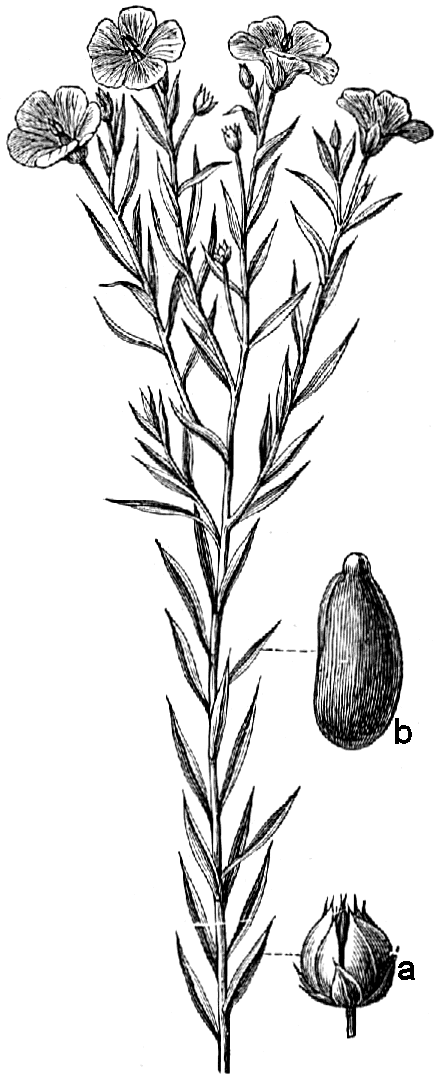
Flax là một nguồn giàu acid α-linolenic.